# Luskoun krátkoocasý
Luskoun krátkoocasý (Manis pentadactyla) je savec z čeledi luskounovití.

## Rozšíření
Vyskytuje se v Bangladéši, Bhútánu, Číně, Hongkongu, Indii, severní Kambodži, Laosu, Myanmaru, východním Nepálu, Tchaj-wanu, Thajsku a Vietnamu.

## Popis
Váží kolem 5 kg, má drobné ušní boltce, šupiny se třemi hroty uspořádané na hřbetě do cca 16 řad. Při ohrožení se svine do koule (pasivní ochrana). Detaily o rozmnožování nejsou příliš známé, protože zvířata žijí v hlubokých norách a neexistuje podrobný výzkum.

## Potrava
Živí se jako všichni luskouni termity a mravenci.

## Ohrožení
V Číně jsou luskouni nejvíce ohroženi tradiční čínskou medicínou. V roce 2010 jich bylo kvůli nelegálnímu obchodu zabito téměř pět tisíc. Za čtyři kilogramy luskouního masa se platí až 12 000 korun. Situaci zhoršuje skutečnost, že luskouni mívají pouze jedno mládě ročně.

## Chov v lidské péči
Luskoun krátkoocasý se v současné době (2022) chová jen v pěti zoologických zahradách na světě (Zoologischer Garten Leipzig v Německu, Ueno Zoo v Japonsku, Tchaj-pej Zoo na Tchaj-wanu, Zoo a botanická zahrada Saigon Zoo ve Vietnamu a v Zoo Praha). 
V Zoo Praha zahájil chov od dubna roku 2022 dospělý chovný pár a oficiálně byli veřejnosti tito dva luskouni krátkoocasí představeni 15. května 2022 . Dne 2. února 2023 se tomuto páru narodilo první mládě v Evropě. V červnu 2023, tedy ve věku několika měsíců, již toto mládě postupně přešlo na stravu dospělých.
Pražská samička Šiška, první mládě luskouna krátkoocasého narozené v evropských zoologických zahradách, byla při příležitosti 6 měsíců svého věku (2. srpna 2023) chovateli prohlášena za úspěšně odchovanou. V termínu 17. října 2023 byla Šiška oddělena od matky, která stále častěji odmítala vozit svou rostoucí dceru na zádech. Koordinátor chovu luskounů vybral pro Šišku nové budoucí působiště ve vídeňské zoo.
Dne 1.7. 2024 se pražskému rodičovskému páru (samici Run Hou Tang a samci Guo Bao) narodilo druhé mládě. Spolu se zveřejněním zprávy, že jde opět o samičku, požádala pražská zoo veřejnost také o návrhy jména a umožnila také hlasování z pěti vybraných návrhů. V neděli 28. července 2024 dostala druhá v Praze narozená samička jméno Connie. Během podzimu 2024 zkoušeli chovatelé dobře prospívající stále plně kojenou Connie zvykat na stravu určenou pro dospělé jedince. Úspěch přinesla příměs velkých mravenců druhu Camponotus nicobarensis do základního receptu.
Jedinečná mláďata Šiška a Connie jsou důležitými ambasadory ochrany všech druhů luskounů, což potvrdil při oznámení jména mladší samičky také ředitel zoo M. Bobek: "Ochranu luskounů dlouhodobě podporujeme jak ve střední Africe, tak v jihovýchodní Asii, a pražští luskouni plní funkci velvyslanců svých divokých příbuzných naprosto skvěle."

## Galerie

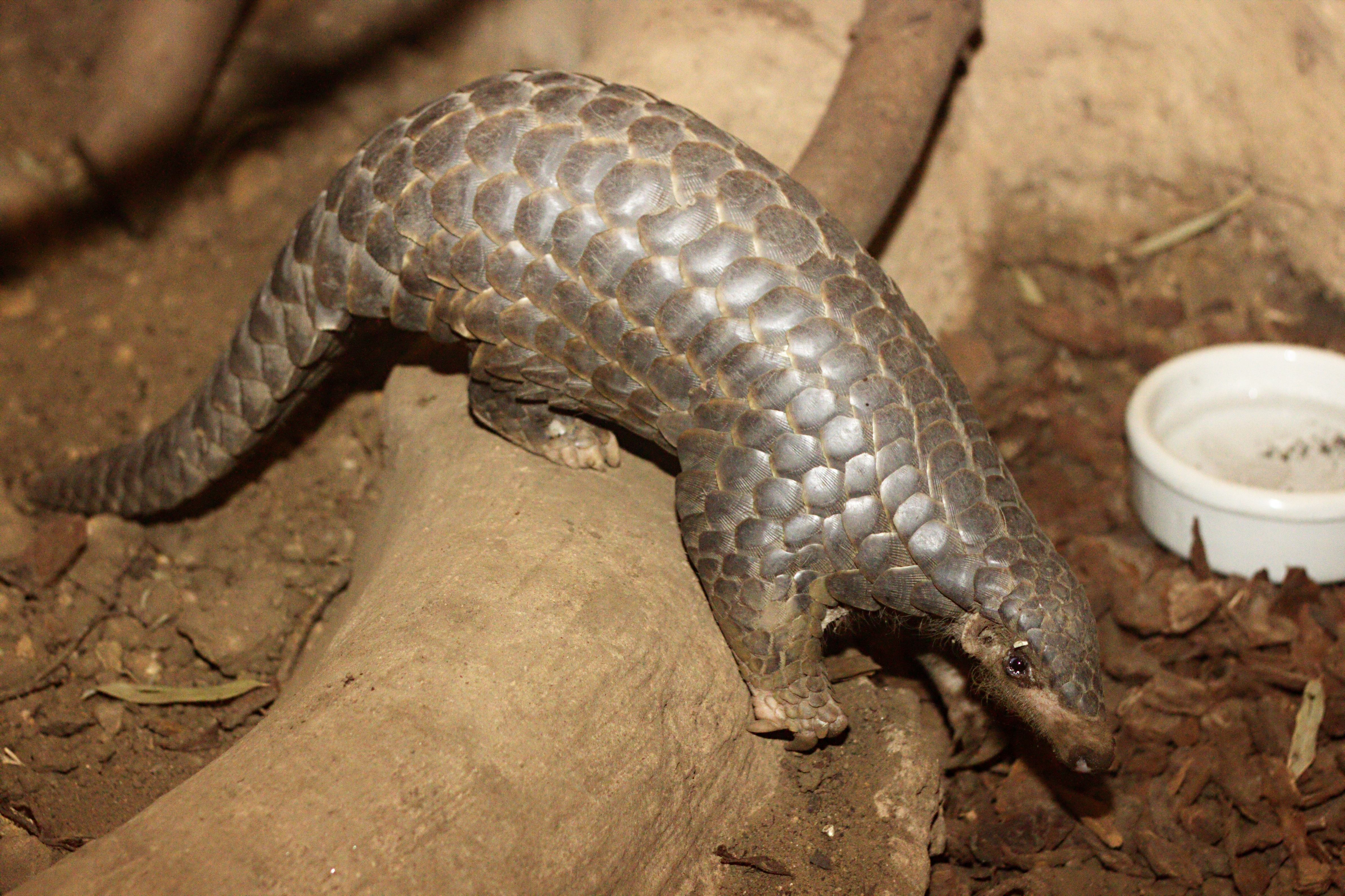
Chovaný jedinec v německém Lipsku (1)
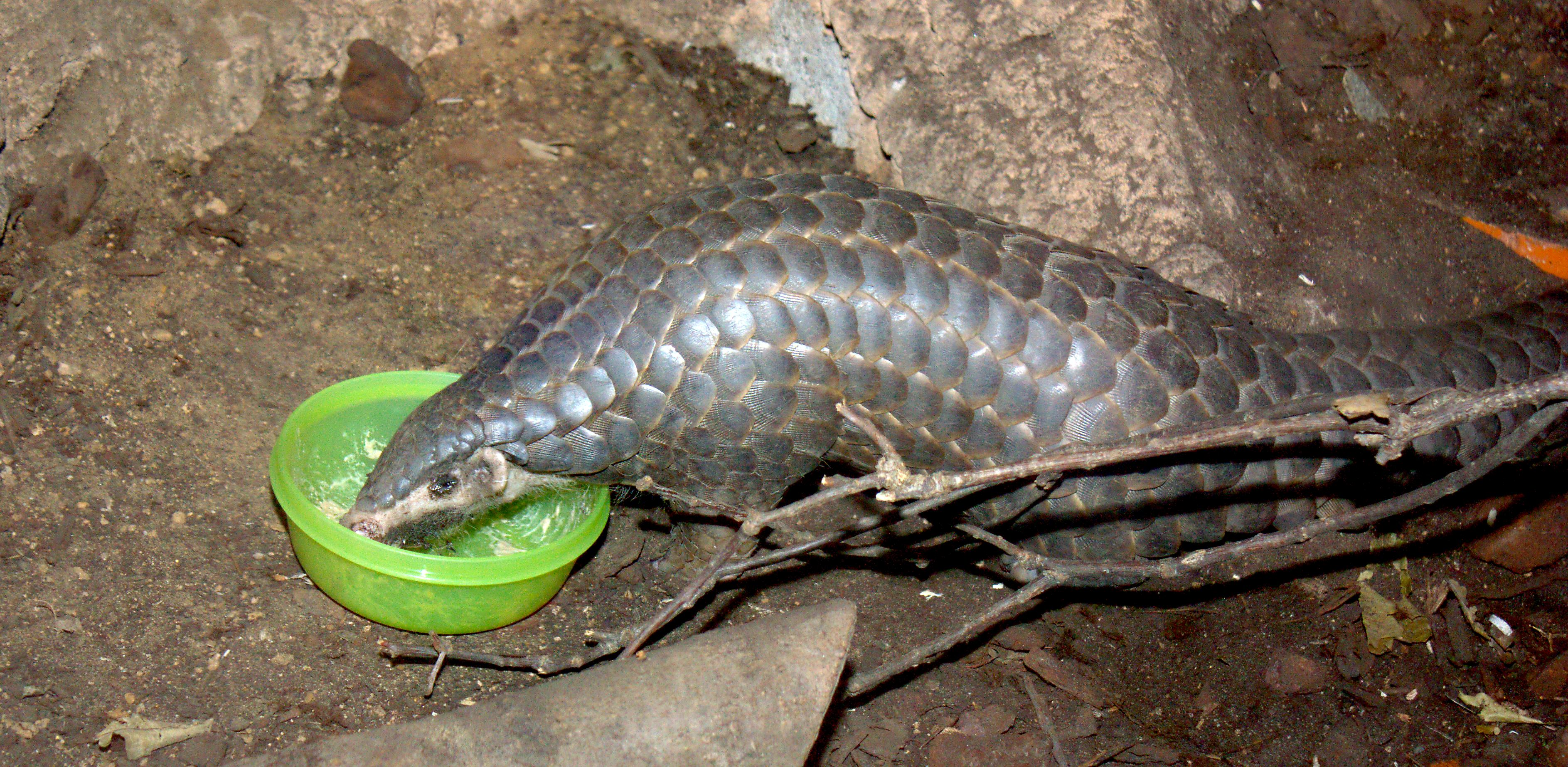
Chovaný jedinec v německém Lipsku (2)
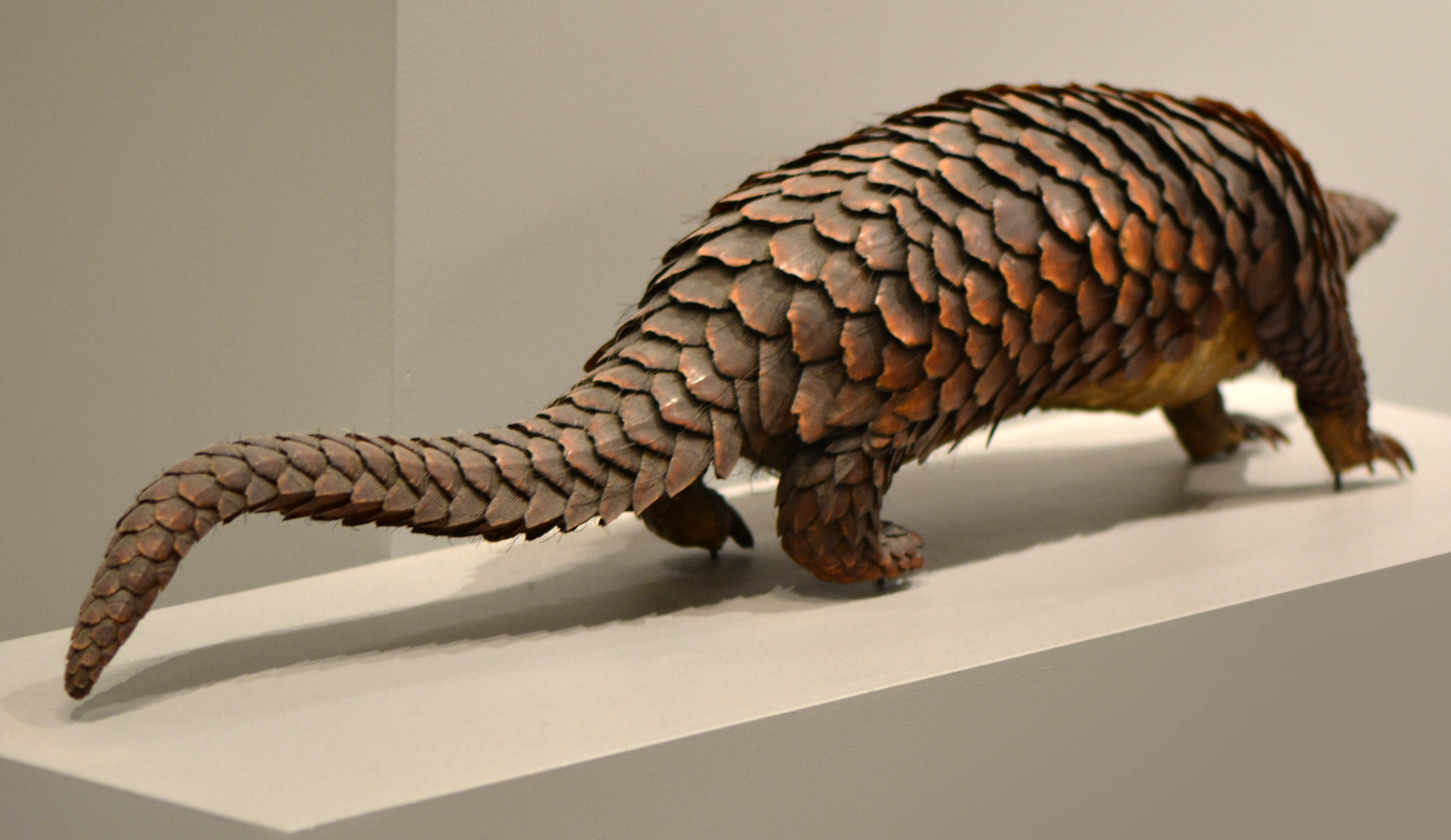
Muzejní exemplář ve francouzském Lille